# David Bravo i Bordas
David Bravo i Bordas   (Barcelona, 1975) és un arquitecte i urbanista català. Va treballar per a l'Ajuntament de Barcelona en el govern d'Ada Colau com a assessor responsable de l'estratègia contra la gentrificació.

## Trajectòria
Des de l'any 2003 col·labora amb el Centre de Cultura Contemporània de Barcelona en el desenvolupament del Premi Europeu de l'Espai Públic Urbà, del qual és responsable de continguts i secretari del jurat.
Va dirigir per a Televisió Espanyola el documental Europa Ciudad (2012), sobre la vigència del model europeu de ciutat, i també va col·laborar en la publicació del llibre Europe City: Lessons from the European Prize for Urban Public Space (Lars Müller Publishers, 2015). Va comissariar el cicle de conferències «Adéu al cotxe! Com alliberar Barcelona del vehicle privat?» a la Sala Beckett, així com l'exposició «Pis pilot» (2015) sobre el dret a l'habitatge i a la ciutat.